# グランミケーレ
グランミケーレ（イタリア語: Grammichele）は、イタリア共和国シチリア州カターニア県にある、人口約1万3000人の基礎自治体（コムーネ）。

## 地理

### 位置・広がり
カターニア県南部のコムーネ。県都カターニアから南西へ51kmの距離にある。

#### 隣接コムーネ
隣接するコムーネは以下の通り。
- カルタジローネ
- リコディーア・エウベーア
- ミネーオ

## 歴史
1693年1月11日の地震（ヴァル・ディ・ノート大地震）からわずか3ヶ月後に、グランミケーレは震源地から約2キロ離れたところにその基礎が作られた。
新しい都市は六角形を基調に作られた。
周囲は、中心に六角形の広場を持つ六角形で構成され、5つの環状線は、中央広場、教会と市庁舎などに繋がっている。